# Summerred

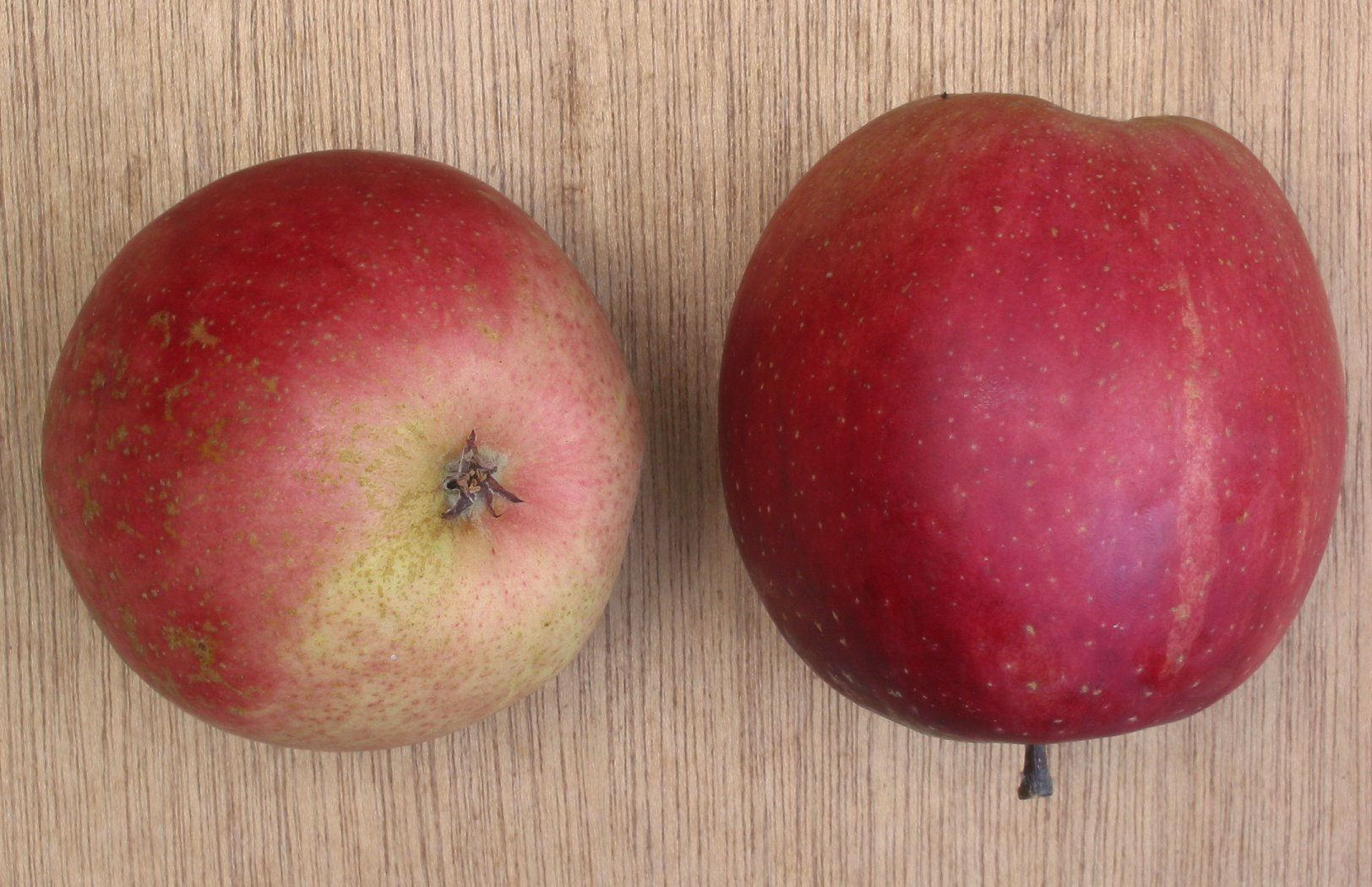
'Summerred'

Summerred is een tamelijk grote zomerappel met een aan de zonzijde donkerrode, aan de andere kant bij rijpheid een groengele kleur. Op de appel zitten duidelijke, grijze lenticellen. De smaak is friszuur met een karakteristiek McIntosh-aroma. Het vruchtvlees is roomwit tot wit, tamelijk stevig en sappig. 
Het ras is in Canada ontstaan uit een kruising van McIntosh met Golden Delicious en is in 1964 in de handel gekomen.
Summerred kan geplukt worden vanaf eind augustus tot begin september en is niet bewaarbaar.

## Ziekten
Summerred is tamelijk tot zeer vatbaar voor vruchtboomkanker (Nectria galligena), tamelijk vatbaar voor schurft (Venturia inaequalis) en weinig vatbaar voor meeldauw (Podosphaera leucotricha).
|  |  |